# Tetehosi (Lolowau)
Tetehosi is een bestuurslaag in het regentschap Nias Selatan van de provincie Noord-Sumatra, Indonesië. Tetehosi telt 396 inwoners (volkstelling 2010).